# 139 Juewa
139 Juewa este un asteroid din centura principală, descoperit pe 10 octombrie 1874, de James Watson.